# Lu Bofei
Lu Bofei (陸博飛T, 陆博飞S, Lù BófēiP; Pechino, 2 agosto 1979) è un ex calciatore cinese, di ruolo centrocampista.